# Jaklovce
Jaklovce (węg. Jekelfalva) – wieś (obec) na Słowacji położona w kraju koszyckim, w powiecie Gelnica.

## Położenie
Jaklovce leżą w Rudawach Spiskich, w dolinie Hnilca, w jego dolnym biegu, w miejscu, w którym wpada do niego jego ostatni prawobrzeżny dopływ – Kojšovský potok. Tuż niżej, w Margecanach Hnilec wpadał do Hornadu. Obecnie, po wybudowaniu zbiornika zaporowego Ružín, Hnilec wpada do samego zbiornika.
Doliną Hnilca biegnie przez Jaklovce droga nr 546 z Mníška nad Hnilcom do Margecan, a we wsi łączy się z nią biegnąca doliną Kojšovského potoku droga nr 547 z Koszyc przez przełęcz Jahodná. Doliną Hnilca przez Jaklovce biegnie również linia kolejowa 173 Margecany – Červená Skala.

## Historia
Jaklovce powstały jako osada górników, poszukujących w okolicznych górach cennych kruszców już w XIII w.
Pierwsze wzmianki o dzisiejszej miejscowości pochodzą z roku 1282.
W dokumentach osada występuje w kolejnych wiekach pod różnymi nazwami: Hekul, Jakul, Jaklín, Jaklotz, Jaklowce, Jecklsdorf, Jekliny, Jeklen, Jekulfalva, Jekelfalva. Nazwa wsi pochodzi od mieszkańca niedalekiej Gelnicy imieniem Jekul (też: Hekul, Jekel), syna Mikołaja, któremu w 1282 r. król Władysław IV za wierną służbę nadał rozległe, puste lasy ciągnące się w dolinie Hnilca na wschód od Gelnicy. W 1284 r. ten sam król Władysław IV darował Jekulowi tereny rozpościerające się po obu stronach potoku Kochenseifen (Węglarski Potok), znanego teraz pod nazwą Kojšovský potok. Ziemie Jekula graniczyły z włościami opatów z Jasova, a więc musiały sięgać aż po główny grzbiet Pasma Kojszowskij Hali. Majątki te stały się później rodową siedzibą szlacheckiego rodu Jekulfalvych. Centrum owej domeny stała się położona u zbiegu Hnilca i Kojšovského potoku obecna miejscowość Jaklovce. Jeszcze w XIII w. Jekul wzniósł we wsi pierwszy kościół oraz młyn na rzece Hnilec.
Pierwsza pisemna wzmianka, w której pojawia się nazwa wsi, datowana jest na 31 maja 1328 r. Wymieniona ona była wówczas pod nazwą villa sancti Anthony (wieś św. Antoniego), według patrona miejscowego kościoła, św. Antoniego Pustelnika. Pod nazwą villa Jekul (wieś Jekula) miejscowość występuje po raz pierwszy w roku 1336. Na rozległych terenach panów z Jakloviec powstały w ciągu XIV wieku kolejne wsie: Margecany, Veľký Folkmar, Kojšov i Žakarovce. Ich mieszkańcy, zajmujący się głównie poszukiwaniem i wydobyciem kruszców, nie płacili żadnych danin, a jedynie tzw. urburę, tj. podatek od działalności górniczej.
Z czasem mieszkańcy zajęli się głównie rolnictwem, pracą w lasach, na kolei lub w licznych zakładach przemysłowych powstałych w dolinie Hnilca. W latach 60. XX w. dolna część dawnego terenu wsi została zatopiona wodami zbudowanego zbiornika Ružín.
W Jekelfalva zamieszkiwał i w 1911 zmarł Kazimierz Lipiński.

## Demografia
Według danych z dnia 31 grudnia 2012, wieś zamieszkiwało 1898 osób, w tym 922 kobiety i 976 mężczyzn.
W 2001 roku rozkład populacji względem narodowości i przynależności etnicznej wyglądał następująco:
- Słowacy – 98,11%
- Czesi – 0,1%
- Romowie – 1,38%

Ze względu na wyznawaną religię struktura mieszkańców kształtowała się w 2001 roku następująco:
- Katolicy rzymscy – 93,87%
- Grekokatolicy – 1,58%
- ewangelicy – 0,41%
- Ateiści – 2,6%
- Nie podano – 1,23%

## Zabytki

### Kościół katolicki pw.św. Antoniego Pustelnika

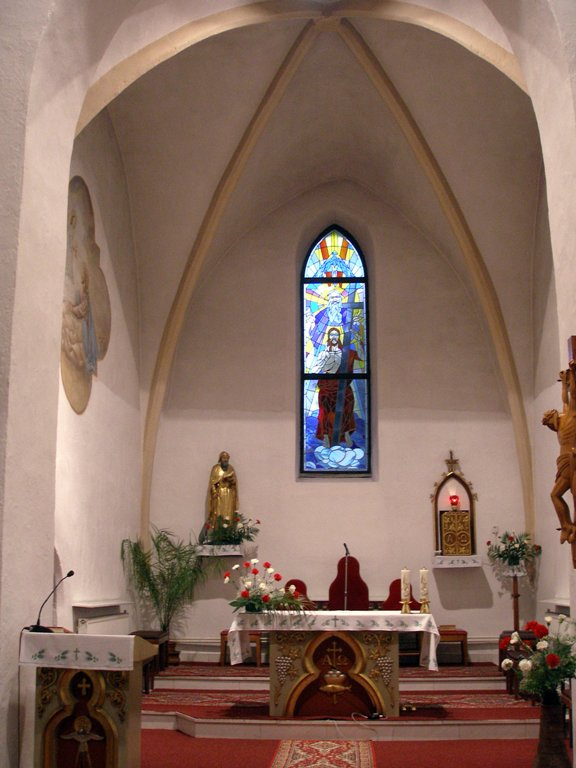
Prezbiterium kościoła w Jaklovcach

Pochodzi z końca XIII w. Po raz pierwszy wspominany w roku 1297. Początkowo był znacznie mniejszy: pierwotna budowla świątyni, w stylu wczesnogotyckim, po przebudowach tworzy dzisiejszą zakrystię. Rozbudowany do obecnej postaci w XV w. w stylu gotyckim. Remontowany i przebudowywany w latach 1872, 1897 i 1912. Południowa kruchta renesansowa, kaplica dobudowana od strony północnej współczesna.
Murowany, otynkowany, orientowany. Jednonawowy, z węższym, prosto zamkniętym prezbiterium, bezwieżowy. Nawa i prezbiterium opięte przyporami, nakryte osobnymi dachami dwuspadowymi (prezbiterium niższym), krytymi dachówką. Na kalenicy dachu nawy wysoka, sześciokątna wieżyczka na dzwony, nakryta dachem wieżowym, krytym gontem.
Prezbiterium, oddzielone gotyckim łukiem tęczowym, przykryte jest sklepieniem krzyżowym, nawa nakryta drewnianym stropem, pierwotnie kasetonowym. Przy łuku stała pierwotnie kamienna, XIII-wieczna chrzcielnica. Na ścianach nawy zachowały się częściowo malowidła przedstawiające patronów kościołów filialnych tutejszej parafii: św. Katarzyna – Rolová Huta (obecnie Margecany), św. Małgorzata – Margecany i św. Michał Archanioł – patron aktualnej filii w miejscowości Veľký Folkmar. W przeszłości filiami parafii były również kościoły w miejscowościach Orlovec i Kojšov.
Wnętrze kościoła kilkakrotnie zmieniano. M. in. zlikwidowany został dawny, gotycki ołtarz główny z figurą patrona kościoła. Zachowała się pochodząca z połowy XV w. gotycka rzeźba znana jako Madonna z Jakloviec - rzeźbiarskie dzieło tzw. Majstra Białej Madonny z Toporca. W 1900 r. kosztem 10 tys. koron w kościele zainstalowano organy firmy Rieger z Karniowa. Malowane stacje drogi krzyżowej pochodzą z roku 1910. Gotyckie okna, kiedyś częściowo zamurowane, podczas renowacji wróciły do dawnych rozmiarów i otrzymały witraże przedstawiające Zmartwychwstałego Chrystusa, św. Trójcę, świętych Piotra i Pawła, św. Antoniego oraz świętych Cyryla i Metodego.